# Kevin Paredes
Kevin Paredes, né le 7 mai 2003 à South Riding en Virginie, est un joueur international américain de soccer qui joue au poste de piston gauche au VfL Wolfsburg.

## Biographie
Kevin Paredes est né à South Riding en Virginie, de parents dominicains, avec qui il grandit dans le comté de Loudoun,,,. Au sein d'une famille de sportif, Paredes joue d'abord au baseball — sport le plus populaire en République dominicaine — avant de choisir le soccer avec ses frères,.

### Carrière en club

#### Formation à D.C. United
Paredes fait ses débuts professionnels à Loudoun United le 25 septembre 2019, entrant en jeu à la 68e minute d'une victoire 4-1 à domicile en USL Championship, contre les Rangers de Swope Park.
Le 17 janvier 2020, le jeune joueur signe avec D.C. United — le club-mère de Loudoun — en tant que Homegrown Player, devenant ainsi le quatorzième joueur formé au club de l'histoire de la franchise,. Paredes joue son premier match avec la franchise de Washington le 13 juillet 2020, lors d'un match du tournoi MLS is Back contre le Toronto FC, où il entre en jeu à la 58e minute, alors que son équipe est menée 2-0, participant à la remontée des siens qui finissent par arracher un match nul 2-2 inespéré.
Auteur d'une première passe décisive en MLS le 24 octobre suivant — permettant à Gelmin Rivas de marquer le but de la victoire contre Atlanta United —, Paredes marque son premier but le 3 juillet 2021, lors d'une victoire record 7-1 à domicile contre le Toronto FC.
Ces performances lui valent notamment d'être nommé par le CIES (en) parmi le top 15 des jeunes les plus prometteurs de sa génération en 2021.

#### VfL Wolfsburg
Le 28 janvier 2022 et à seulement dix-huit ans, Paredes rejoint le VfL Wolfsburg, formation de Bundesliga, contre une indemnité transfert record pour D.C. United qui obtient 7,35 millions de dollars hors bonus.

### Carrière en sélection
Kevin Paredes est international avec l'équipe des moins de 16 ans américains depuis 2019,,, prenant notamment part à une remontée face aux Pays-Bas en match amical, où il inscrit le but du 2-3 alors que son équipe était menée 1 à 3, obtenant finalement un match nul 3-3.
En juin 2021 il est appelé pour la première fois en équipe des États-Unis senior avec plusieurs autres jeunes promesses du soccer américain, pour préparer la Gold Cup 2021,,, qui sera ensuite remportée par ses compatriotes.

## Style de jeu
Joueur polyvalent, capable notamment d'évoluer à tous les postes du milieu de terrain, il a un profil qui est comparé à celui d'Alphonso Davies : initialement formé au poste d'ailier, il est replacé dans un registre plus défensif par Ben Olsen puis Hernán Losada en club — et également sous l'impulsion du sélectionneur Gregg Berhalter — jouant ensuite principalement comme piston gauche dans un 3-4-3 à D.C. United,,.

## Statistiques détaillées
| Saison                | Club                  | Championnat           | Championnat | Championnat | Championnat | Coupe(s) nationale(s) | Coupe(s) nationale(s) | Coupe(s) nationale(s) | Total | Total | Total |
| Saison                | Club                  | Division              | M.          | B.          | P.d.        | M.                    | B.                    | P.d.                  | M.    | B.    | P.d.  |
| 2019                  | Loudoun United        | USLC                  | 3           | 0           | 1           | -                     | -                     | -                     | 3     | 0     | 1     |
| 2020                  | Loudoun United        | USLC                  | 1           | 0           | 0           | -                     | -                     | -                     | 1     | 0     | 0     |
| Sous-total            | Sous-total            | Sous-total            | 4           | 0           | 1           | -                     | -                     | -                     | 4     | 0     | 1     |
| 2020                  | D.C. United           | MLS                   | 17          | 0           | 1           | -                     | -                     | -                     | 17    | 0     | 1     |
| 2021                  | D.C. United           | MLS                   | 24          | 3           | 2           | -                     | -                     | -                     | 24    | 3     | 2     |
| Sous-total            | Sous-total            | Sous-total            | 41          | 3           | 3           | -                     | -                     | -                     | 41    | 3     | 3     |
| 2021-2022             | VfL Wolfsburg         | Bundesliga            | 2           | 0           | 0           | -                     | -                     | -                     | 2     | 0     | 0     |
| 2022-2023             | VfL Wolfsburg         | Bundesliga            | 22          | 1           | 2           | 2                     | 0                     | 0                     | 24    | 1     | 2     |
| 2023-2024             | VfL Wolfsburg         | Bundesliga            | 28          | 3           | 0           | 1                     | 0                     | 0                     | 29    | 3     | 0     |
| 2024-2025             | VfL Wolfsburg         | Bundesliga            | 2           | 0           | 1           | -                     | -                     | -                     | 2     | 0     | 1     |
| Sous-total            | Sous-total            | Sous-total            | 54          | 4           | 3           | 3                     | 0                     | 0                     | 57    | 4     | 3     |
| Total sur la carrière | Total sur la carrière | Total sur la carrière | 99          | 7           | 7           | 3                     | 0                     | 0                     | 102   | 7     | 7     |